# Skanderbegovo muzeum

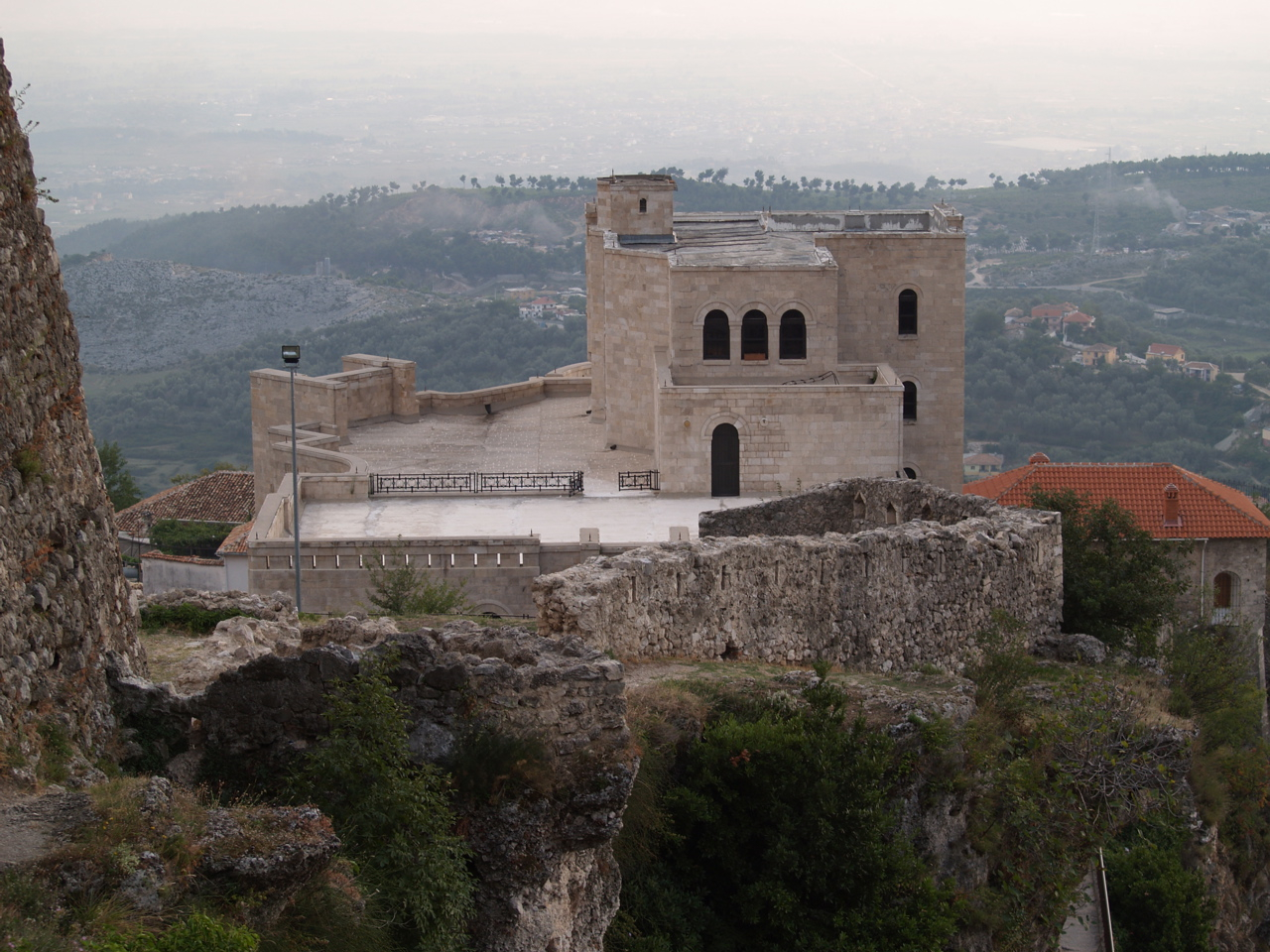
Hrad Krujë

Skanderbegovo muzeum se nachází v albánském městě Krujë. Vzdává hold Skanderbegovi (1405–1468), národnímu hrdinovi Albánie. Muzeum se nachází uvnitř hradu Krujë a na obnoveném bazaru. Muzeum zahrnuje i restaurovaný dům z časů Osmanské říše, kde je nyní etnografická expozice. Otevřeno bylo slavnostně 1. listopadu 1982.
Hrad Krujë je historickou pevností. Osmanská vojska se jej třikrát snažila dobýt, v letech 1450, 1466 a 1467, ale kontrolu nad ním nikdy nezískala. Hrad byl nedobytnou pevností, která pomohla Skanderbegovi bránit Albánii před osmanskou invazí po více než dvě desetiletí.

## Expozice
Muzeum obsahuje sbírky předmětů ze Skanderbegovy doby. Exponáty dokreslují Skanderbegův život a jeho vojenské činy. Obrazy, brnění a další artefakty jsou vystavovány s cílem představit toto slavné období albánské historie. Zajímavá je replika hrdinova meče a proslulé přilby s kozlí hlavou, jejíž originál je k vidění v Uměleckohistorickém muzeu ve Vídni.
Architektonickou podobu budovy muzea navrhli architekti Pirro Vaso a Pranvera Hoxha.

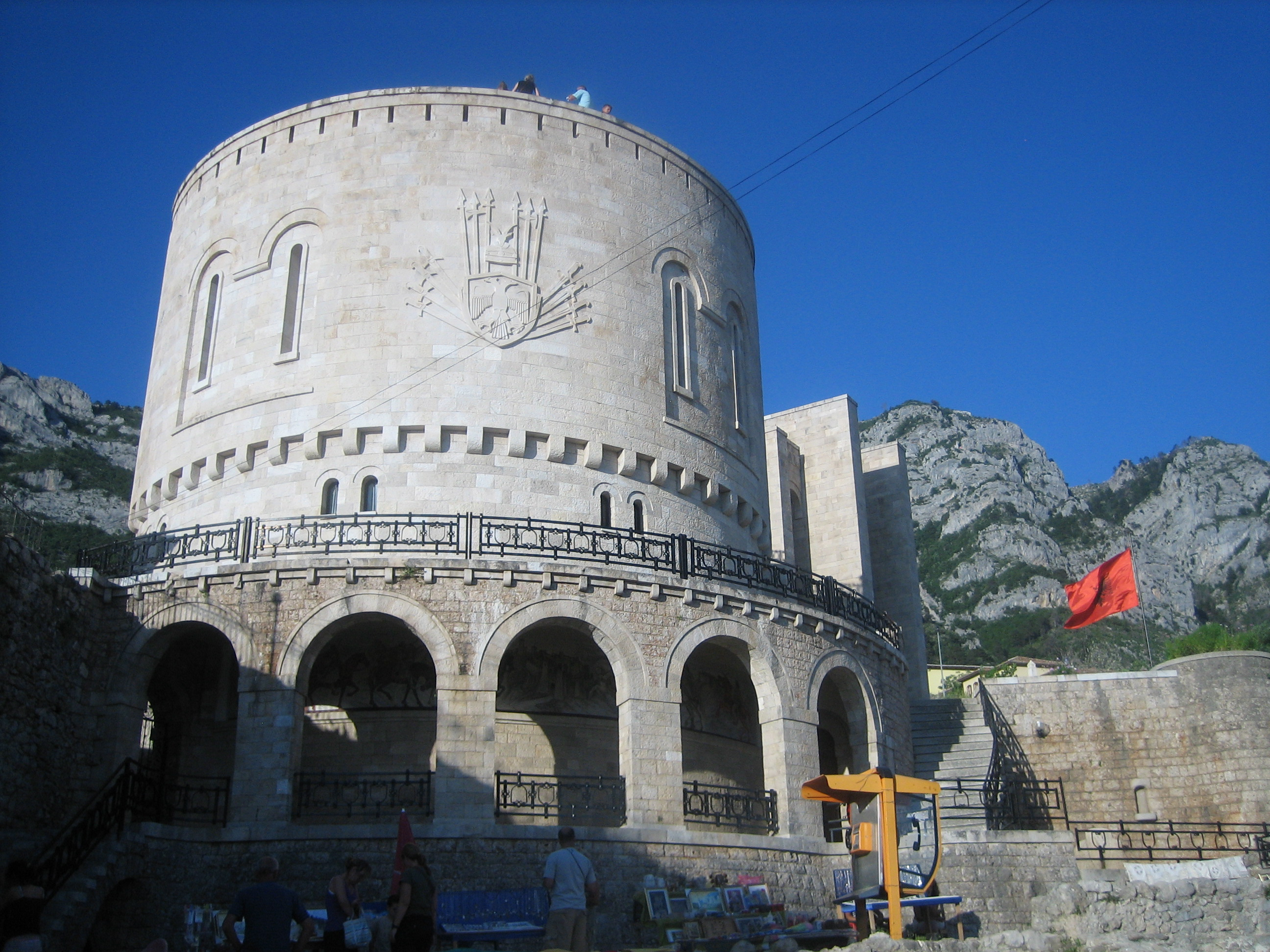
Budova Skanderbegova muzea

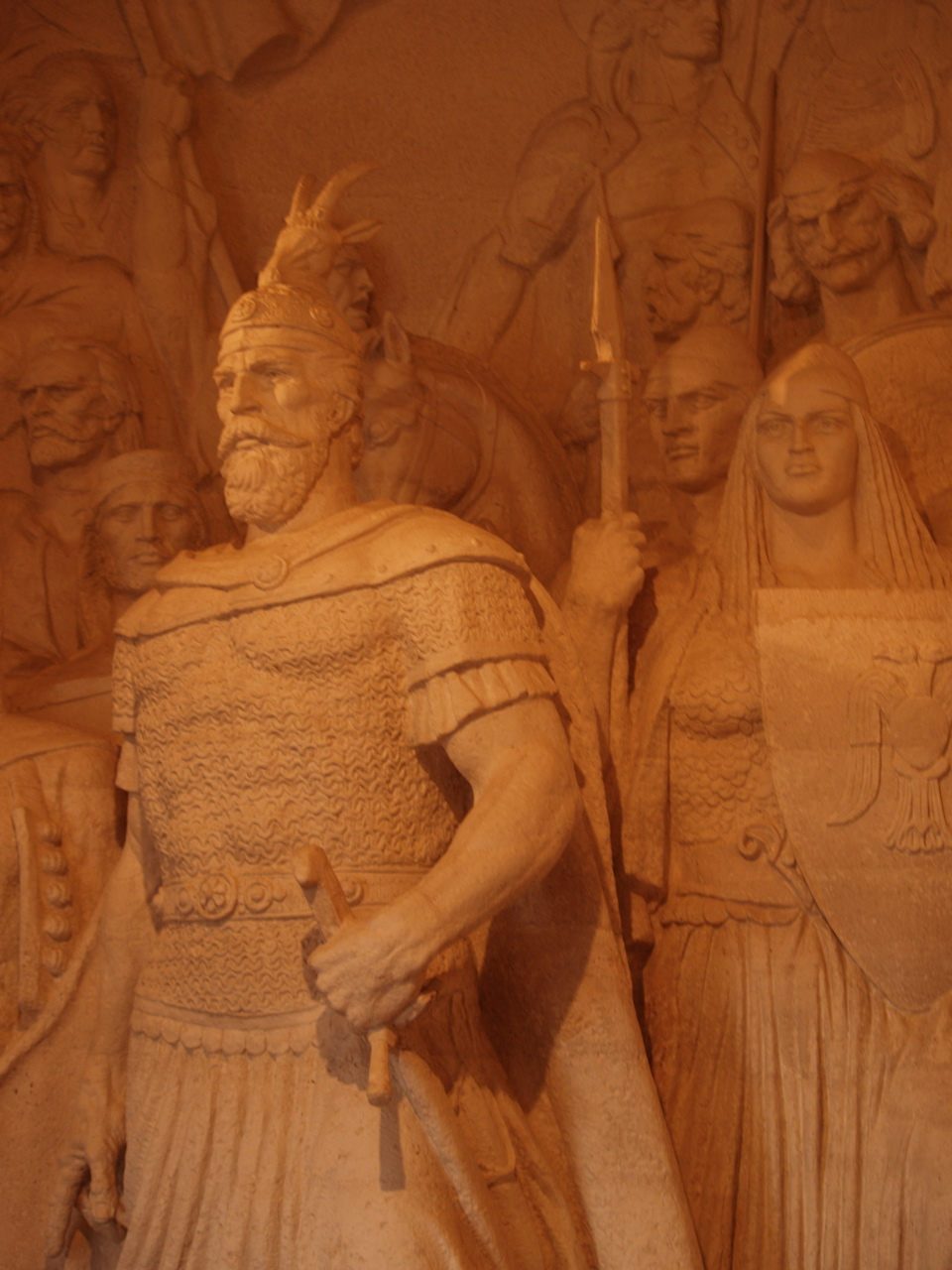
Socha Gjergje Kastrioti Skanderbega v muzeu